# Copa Africana de Naciones 1990
La Copa Africana de Naciones de 1990 fue la decimoséptima edición del torneo de fútbol más importante de naciones de África. Fue organizado en Argelia. Jugaron ocho equipos distribuidos en dos grupos de cuatro equipos en los que clasificaban los dos primeros de cada grupo. La selección local ganó el primer título de su historia venciendo a la selección de Nigeria por la cuenta mínima.

## Sedes
| Algiers            | Algiers Annaba | Annaba            |
| Stade du 5 Juillet | Algiers Annaba | Stade du 19 Mai   |
| Capacidad: 85,000  | Algiers Annaba | Capacidad: 56,000 |
|                    | Algiers Annaba |                   |

## Participantes
| Equipos participantes | Equipos participantes | Equipos participantes | Equipos participantes |
| --------------------- | --------------------- | --------------------- | --------------------- |
| Argelia               | Camerún               | Costa de Marfil       | Egipto                |
| Kenia                 | Nigeria               | Senegal               | Zambia                |

## Árbitros
CAF
- Laurent Petcha
- Mohamed Hussam El-Dine
- Jean-Fidèle Diramba
- Badou Jasseh
- Idrissa Traoré
- Idrissa Sarr
- Eganaden Cadressen
- Abdellali Naciri
- Badara Sène
- Ally Hafidhi
- Mawukpona Hounnake-Kouassi
- Naji Jouini

Invitados
- Shizuo Takada
- Jamal Al Sharif

## Primera Fase

### Grupo A
| Equipo          | Pts | PJ | PG | PE | PP | GF | GC | Dif |
| --------------- | --- | -- | -- | -- | -- | -- | -- | --- |
| Argelia         | 6   | 3  | 3  | 0  | 0  | 10 | 1  | 9   |
| Nigeria         | 4   | 3  | 2  | 0  | 1  | 3  | 5  | -2  |
| Costa de Marfil | 2   | 3  | 1  | 0  | 2  | 3  | 5  | -2  |
| Egipto          | 0   | 3  | 0  | 0  | 3  | 1  | 6  | -5  |

| 2 de marzo de 1990 | Argelia                                    | 5:1 (1:0) | Nigeria    | Estadio 5 de Julio, Argel                                 |                                                           |
|                    | Madjer 36' 58' · Menad 69' 72' · Amani 88' |           | Okocha 82' | Asistencia: 60.000 espectadores Árbitro(s): Shisuo Takada | Asistencia: 60.000 espectadores Árbitro(s): Shisuo Takada |

| 3 de marzo de 1990 | Costa de Marfil            | 3:1 (0:0) | Egipto          | Estadio 5 de Julio, Argel                             |                                                       |
|                    | Traoré 53' 60' · Magui 73' |           | Abdel-Hamid 75' | Asistencia: 300 espectadores Árbitro(s): Ally Hafidhi | Asistencia: 300 espectadores Árbitro(s): Ally Hafidhi |

| 5 de marzo de 1990 | Nigeria   | 1:0 (1:0) | Egipto | Estadio 5 de Julio, Argel                                  |                                                            |
|                    | Yekini 8' |           |        | Asistencia: 45.000 espectadores Árbitro(s): Laurent Petcha | Asistencia: 45.000 espectadores Árbitro(s): Laurent Petcha |

| 5 de marzo de 1990 | Argelia                              | 3:0 (1:0) | Costa de Marfil | Estadio 5 de Julio, Argel                                |                                                          |
|                    | Menad 23' · Cherif 81' · Oudjani 82' |           |                 | Asistencia: 75.000 espectadores Árbitro(s): Idrissa Sarr | Asistencia: 75.000 espectadores Árbitro(s): Idrissa Sarr |

| 8 de marzo de 1990 | Nigeria   | 1:0 (1:0) | Costa de Marfil | Estadio 5 de Julio, Argel                                    |                                                              |
|                    | Yekini 3' |           |                 | Asistencia: 80.000 espectadores Árbitro(s): Abdellali Naciri | Asistencia: 80.000 espectadores Árbitro(s): Abdellali Naciri |

| 8 de marzo de 1990 | Argelia              | 2:0 (2:0) | Egipto | Estadio 5 de Julio, Argel                                      |                                                                |
|                    | Amani 39' · Saïd 43' |           |        | Asistencia: 85.000 espectadores Árbitro(s): Eganaden Cadressen | Asistencia: 85.000 espectadores Árbitro(s): Eganaden Cadressen |

### Grupo B
| Equipo  | Pts | PJ | PG | PE | PP | GF | GC | Dif |
| ------- | --- | -- | -- | -- | -- | -- | -- | --- |
| Zambia  | 5   | 3  | 2  | 1  | 0  | 2  | 0  | 2   |
| Senegal | 4   | 3  | 1  | 2  | 0  | 2  | 0  | 2   |
| Camerún | 2   | 3  | 1  | 0  | 2  | 2  | 3  | -1  |
| Kenia   | 1   | 3  | 0  | 1  | 2  | 0  | 3  | -3  |

| 3 de marzo de 1990 | Zambia        | 1:0 (0:0) | Camerún | Estadio 19 de Mayo de 1956, Annaba                     |                                                        |
|                    | Chikabala 58' |           |         | Asistencia: 8.000 espectadores Árbitro(s): Naji Jouini | Asistencia: 8.000 espectadores Árbitro(s): Naji Jouini |

| 3 de marzo de 1990 | Senegal | 0:0 | Kenia | Estadio 19 de mayo de 1956, Annaba                        |  |
|                    |         |     |       | Asistencia: 8.000 espectadores Árbitro(s): Idrissa Traoré |  |

| 6 de marzo de 1990 | Zambia      | 1:0 (1:0) | Kenia | Estadio 19 de mayo de 1956, Annaba                                    |                                                                       |
|                    | Makwaza 40' |           |       | Asistencia: 6.000 espectadores Árbitro(s): Mawukpona Hounnake-Kouassi | Asistencia: 6.000 espectadores Árbitro(s): Mawukpona Hounnake-Kouassi |

| 6 de marzo de 1990 | Senegal               | 2:0 (0:0) | Camerún | Estadio 19 de mayo de 1956, Annaba                          |                                                             |
|                    | Diallo 45' · Ndao 56' |           |         | Asistencia: 12.000 espectadores Árbitro(s): Jamal Al-Sharif | Asistencia: 12.000 espectadores Árbitro(s): Jamal Al-Sharif |

| 9 de marzo de 1990 | Zambia | 0:0 | Senegal | Estadio 19 de mayo de 1956, Annaba                         |  |
|                    |        |     |         | Asistencia: 10.000 espectadores Árbitro(s): Hussam El-Dine |  |

| 9 de marzo de 1990 | Camerún         | 2:0 (1:0) | Kenia | Estadio 19 de mayo de 1956, Annaba                      |                                                         |
|                    | Maboang 28' 69' |           |       | Asistencia: 5.000 espectadores Árbitro(s): Badou Jasseh | Asistencia: 5.000 espectadores Árbitro(s): Badou Jasseh |

## Fase Final
|  | Semifinales         | Semifinales        |   |                    | Final              | Final |  |
|  |                     |                    |   |                    |                    |       |  |
|  |                     |                    |   |                    |                    |       |  |
|  | Annaba, 12 de marzo |                    |   |                    |                    |       |  |
|  | Zambia              | 0                  |   |                    |                    |       |  |
|  | Nigeria             | 2                  |   |                    |                    |       |  |
|  |                     |                    |   |                    |                    |       |  |
|  |                     |                    |   |                    | Argel, 16 de marzo |       |  |
|  |                     |                    |   |                    | Nigeria            | 0     |  |
|  |                     | Argelia            | 1 |                    |                    |       |  |
|  |                     |                    |   |                    |                    |       |  |
|  |                     |                    |   |                    |                    |       |  |
|  |                     |                    |   |                    | Tercer lugar       |       |  |
|  | Argel, 12 de marzo  | Argel, 12 de marzo |   | Argel, 15 de marzo | Argel, 15 de marzo |       |  |
|  | Argelia             | 2                  |   | Zambia             | 1                  |       |  |
|  | Senegal             | 1                  |   |                    | Senegal            | 0     |  |

### Semifinales
| 12 de marzo de 1990 | Zambia | 0:2 (0:1) | Nigeria               | Estadio 19 de mayo de 1956, Annaba                      |                                                         |
|                     |        |           | Uche 18' · Yekini 77' | Asistencia: 37.000 espectadores Árbitro(s): Badara Sené | Asistencia: 37.000 espectadores Árbitro(s): Badara Sené |

| 12 de marzo de 1990 | Argelia              | 2:1 (1:1) | Senegal           | Estadio 5 de Julio, Argel                                 |                                                           |
|                     | Menad 4' · Amani 62' |           | Serrar 20' (a.g.) | Asistencia: 95.000 espectadores Árbitro(s): Shizuo Takada | Asistencia: 95.000 espectadores Árbitro(s): Shizuo Takada |

### Tercer lugar
| 15 de marzo de 1990 | Zambia        | 1:0 (0:0) | Senegal | Estadio 5 de Julio, Argel                              |                                                        |
|                     | Chikabala 73' |           |         | Asistencia: 3.000 espectadores Árbitro(s): Naji Jouini | Asistencia: 3.000 espectadores Árbitro(s): Naji Jouini |

### Final
| 15 de marzo de 1990 | Argelia     | 1:0 (1:0) | Nigeria | Estadio 5 de Julio, Argel                                        |                                                                  |
|                     | Oudjani 38' |           |         | Asistencia: 114.000 espectadores Árbitro(s): Jean-Fidéle Diramba | Asistencia: 114.000 espectadores Árbitro(s): Jean-Fidéle Diramba |

## Campeón
|                             |
| Bandera de Argelia          |
| Campeón Argelia 1.er título |

## Goleadores
4 goles
- Djamel Menad

3 goles
- Djamel Amani
- Rashidi Yekini

2 goles
- Rabah Madjer
- Chérif Oudjani
- Emmanuel Maboang
- Abdoulaye Traoré
- Webster Chikabala

1 gol
- Tahar Chérif El-Ouazzani
- Moussa Saïb
- Serge Maguy
- Adel Abdel Rahman
- Uche Okechukwu
- Emmanuel Okocha
- Mamadou Diallo
- Moussa N'Daw
- Linos Makwaza

Autogol
- Abdelhakim Serrar (ante Senegal)

## Equipo Ideal
| Guardameta   | Defensas                                                  | Centrocampistas                                                 | Delanteros                     |
| ------------ | --------------------------------------------------------- | --------------------------------------------------------------- | ------------------------------ |
| Antar Osmani | Ali Benhalima André Kana-Biyik Arsène Hobou Samuel Chomba | Djamel Amani Rabah Madjer Tahar Chérif El-Ouazzani Moses Kpakor | Djamel Menad Webster Chikabala |